# Stegonotus australis
Stegonotus australis — вид змій родини полозових (Colubridae). Ендемік Австралії.

## Поширення і екологія
Stegonotus australis відомі за кількома зразками, зібраним на півострові Кейп-Йорк в штаті Квінсленд, а також на острові Дарнлі в Торресовій протоці.